# الشوكية (رداع)

تعديل مصدري - تعديل

حارة الشوكية هي إحدى حارات مدينة رداع أحد مدن محافظة البيضاء، بلغ تعداد سكانها 273 نسمة حسب تعداد اليمن لعام 2004.